# Това (выселок)
Това — выселок в Приморском районе Архангельской области. Входит в состав сельского поселения МО «Талажское». До 2015 года входил в состав Зимне-Золотицкого сельского поселения.

## География
Выселок расположен на месте впадения реки Това в Белое море. 

### Часовой пояс
Выселок Това, как и вся Архангельская область, находится в часовой зоне МСК (московское время). Смещение применяемого времени относительно UTC составляет +3:00.

## Население
| 2002 | 2010 | 2012 |
| ---- | ---- | ---- |
| 4    | ↘1   | →1   |

## Инфраструктура
Отсутствует.

## Достопримечательности
Церковь Николая Чудотворца.